# Dewiq
Dewiq, właśc. Cynthia Dewi Bayu Wardhani (ur. 15 czerwca 1975 w Ujungpandang) – indonezyjska kompozytorka, tekściarka i wokalistka.
Swój pierwszy utwór muzyczny napisała w trakcie nauki w szkole podstawowej. Później zainteresowała się grą na instrumentach takich jak gitara i perkusja. W okresie studiów dołączyła do zespołu Bed Rose, który wykonywał utwory Extreme, Mr. Big i Led Zeppelin. W 1996 r. wydała swój debiutancki album pt. Weeq, który okazał się sukcesem. Kolejne dwa albumy: Apa Adanya i Hanya Manusia Biasa, wyszły kolejno w 1999 i 2001 r. Następnie Dewiq zajęła się tworzeniem i komponowaniem piosenek. Wśród jej przebojów są m.in. utwory „Bukan Cinta Biasa” i „Cinta Bukan Di Atas Kerta”, wykonane przez Siti Nurhalizę, czy też utwór „Sunny”, który wypromowała Bunga Citra Lestari. W 2008 r. wydała kompilację Siapa Dewiq? The Hits Maker, która sprzedała się w nakładzie ok. 100 tys. egzemplarzy.